# Аврамчик, Николай Яковлевич
Никола́й Я́ковлевич Авра́мчик (бел. Мікола Якаўлевіч Аўрамчык, 14 января 1920 — 8 мая 2017) — белорусский поэт, прозаик, переводчик. Член Союза писателей СССР (1947). Лауреат Литературной премии Белорусской ССР имени Янки Купалы (1964). Заслуженный работник культуры Белорусской ССР (1980).

## Биография
Родился в крестьянской семье 14 января 1920 года в деревне Плёссы Бобруйского района. Учился в школах д. Плёссы и Телуша. В 1938 году поступил на филологический факультет Минского педагогического института, одновременно работал в редакции газеты «Піянер Беларусі» (рус. Пионер Белорусии). Во время Великой Отечественной войны участвовал в боях на Северо-Западном и Волховском фронтах. Когда в Москве начали формироваться дивизионы «катюш», туда отбирали комсомольцев, студентов последних курсов институтов. Так Николай Аврамчик стал артиллеристом. Судьба сложилась так, что попал молодой поэт в состав 2-й ударной армии, которой командовал печально известный командарм Власов. При окружении в июне 1942 года был взят в плен испанцами и после немцами был вывезен в Рур на каменноугольные шахты. Был освобождён англичанами в апреле 1945 года.
После войны работал на восстановлении Донбасса. В 1949 году окончил отделение журналистики филологический факультет Минского государственного педагогического института имени М.Горького. Работал в редакциях газет «Чырвоная змена» (рус. Красная смена), «Літаратура і мастацтва» (рус. Литература и искусство), в журнале «Полымя» (рус. Пламя). В период с 1953 до 1980 был редактором отдела поэзии журнала «Маладосць» (рус. Молодость).
Жил в деревне Ступени Бобруйского района.
У него было три дочери — Светлана, Ирина, Наталья.
Последние годы жизни тяжело болел. Скончался 7 мая 2017 года в Минске.

## Творчество
Дебютировал стихами в бобруйской газете «Коммунист» (бел. «Камуніст»). В творчестве поэта отражены его драматичная военная судьба, жизнь в фашистской неволе, шахтерский труд, учёба в университете, впечатления от поездок по стране. Он мастер сюжетно организованного стиха, конкретной поэтической детали, лирического этюда, зарисовки. В 1964 ему присуждена Литературная премия им. Янки Купалы за книгу стихов «Встреча бывших коногонов». Только в последние годы его жизни стало известно, что это Николай Аврамчик вместе с Нилом Гилевичем написал «Сказ про Лысую гору» - культовую анонимную поэму 1980-х.
Перевёл на белорусский язык отдельные произведения Дж. Байрона, Адама Мицкевича, Леси Украинки, Ивана Франко, Мусы Джалиля, сборник стихов С. Михалкова «А что у вас?» и др.

### Поэтические сборники
- «Передний край» (Аўрамчык, М. Пярэднi край. — Мінск: ДВБ, 1949. — 86 с.)
- «Дружба»: стихи для детей сред. возраста (Аўрамчык, М. Дружба : вершы для дзяцей сярэд. узросту. — Мінск: ДВБ, 1950. — 60 с.)
- «Путями дружбы» (Аўрамчык, М. Шляхамі дружбы. — Мінск: ДВБ, 1952. — 132 с.)
- «Ключи журавлиные» (Аўрамчык, М. Ключы жураўліныя. — Мінск: Дзяржаўнае выдавецтва БССР, 1960. — 64 с.)
- «Встреча бывших коногонов» (Аўрамчык, М. Сустрэча былых канагонаў. — Мінск: ДВБ, 1963. — 80 с.)
- «Университетский городок» (Аўрамчык, М. Універсітэцкі гарадок. — Мінск: Беларусь, 1967. — 79 с.)
- «Смотрины» (Аўрамчык, М. Агледзіны. — Мінск: Беларусь, 1969. — 224 с.)
- «Как на ладони…» (Аўрамчык, М. Як на далонi…. — Мінск: Выдавецтва ЦК КПБ, 1970. — 49 с.)
- «Дерево дружбы»: стихи и поэма «Волховская исповедь» Аўрамчык, М. Дрэва дружбы: вершы i паэма «Волхаўская споведзь». — Мінск: Народная асвета, 1973. — 104 с.
- Аўрамчык, М. Радовішча. — Мінск: Мастацкая літаратура, 1976. — 78 с.
- «Приглашение на раздумье» (Аўрамчык, М. Запрашэнне да роздуму. — Мінск, 1994. — 94 с. — ISBN 5-340-01397-9.)

### Проза
- «В подземелье»: роман (Аўрамчык, М. У падзямеллі: раман. — Мінск: Мастацкая літаратура, 1986. — 293 с.)
- «Плен»: повесть (Аўрамчык, М. Палон: аповесць. — Мінск: Мастацкая літаратура, 1991. — 341 с. — ISBN 5-340-00673-5.)

### Переводы на русский язык
- Аврамчик Микола. Совершеннолетие. — М.: Молодая гвардия, 1953. — 79 с.
- Аврамчик Микола. Дороги моего края. — Л.: Советский писатель, 1960. — 128 с.
- Аврамчик Микола. Прозрение / пер. с белорус. Р. Казаковой. — М.: Советский писатель, 1973. — 72 с.

## Награды и звания
- Орден «Знак Почёта»
- Орден Отечественной войны II степени
- Медаль «За трудовое отличие» (25.02.1955)
- Заслуженный работник культуры БССР (1980)
- Литературная премия им. Янки Купалы (1964) за книгу стихов «Встреча бывших коногонов»